# Podium bugabense
Podium bugabense là một loài côn trùng cánh màng trong họ Sphecidae, thuộc chi Podium. Loài này được Cameron miêu tả khoa học đầu tiên năm 1888.